# Atu Manu
Pas d'image ? Cliquez ici

a Compétitions nationales et continentales officielles uniquement.

b Matchs officiels uniquement.
Dernière mise à jour le 24 mars 2025.
Atunaisa Taulanga Vaka Manu, né le 24 juillet 1998 à Tofua (Tonga), est un joueur international tongien de rugby à XV évoluant au poste d'ailier ou de centre.

## Carrière

### Formation
Atu Manu débute le rugby à la Christchurch Boys’ High School en Nouvelle-Zélande avant de rejoindre en 2016 la Crusaders Academy.
Il joue la saison 2018-2019 avec l'équipe espoir du RC Massy.

### En club
Atu Manu s'engage en février 2018 avec le club italien de Rugby Viadana.
Il s'engage avec le Stade français Paris pour la saison 2018-2019 mais il est prêté au RC Massy où il va évoluer essentiellement avec l'équipe espoir.
En août 2019, il est de nouveau prêté en Pro D2 à l'US Carcassonne pour la saison 2019-2020.
En novembre 2021, il est encore prêté en Pro D2 au FC Grenoble jusqu’à la fin de saison 2021-2022 avant de s'engager avec le club grenoblois pour deux saisons.
En 2024, il rejoint l'USON Nevers au sein du même championnat.

### En équipe nationale
En juin 2021, Atu Manu joue avec l'équipe des Tonga de rugby à sept lors du tournoi de qualification olympique de Monaco.
Il est sélectionné pour la première fois avec l'équipe des Tonga en octobre 2021. Il obtient sa première sélection le 30 octobre 2021 face à l'Écosse.

## Palmarès

### En club
- Finaliste du Championnat de France de Pro D2 en 2023 et 2024 avec le FC Grenoble.